# Avenida El Pacífico
La avenida El Pacífico es una de las principales avenidas de la ciudad de Lima, capital del Perú. Se extiende de este a oeste en el distrito de Independencia, a lo largo de más de 5 cuadras. Asimismo, se encuentra en un área disputada entre los distritos de San Martín de Porres e Independencia.

## Recorrido
Se inicia en la avenida Túpac Amaru. Es la continuación de la avenida Las Américas del distrito de Independencia, el cual está separado por un acantilado paralelo a la avenida Túpac Amaru. En sus primeras cuadras hay varios negocios y fábricas. En su tercera cuadra se encuentra el centro comercial MegaPlaza Independencia, y en sus últimas cuadras se encuentran el Instituto Cultural Peruano Norteamericano y la Fábrica de Baterías ETNA. Culmina en la avenida Alfredo Mendiola. Esta avenida cruza por la calle Marcos Farfan, avenida Industrial, y termina en la avenida Alfredo Mendiola. Esta avenida tiene un total de 730 metros de distancia en la zona Industrial